# Faiz Al-Rushaidi
Faiz Al-Rushaidi, né le 19 juillet 1988 à Rustaq à Oman, est un footballeur international omanais, qui évolue au poste de gardien de but.

## Biographie

### Carrière internationale
Il joue son premier match en équipe d'Oman le 5 juillet 2011, en amical contre la Syrie (1-1).
Il participe ensuite au championnat d'Asie de l'Ouest en 2012, puis à la Coupe du Golfe des nations 2017-2018. Lors du championnat d'Asie de l'Ouest, son équipe se classe troisième. Lors de la Coupe du Golfe, il l'emporte en finale face aux Émirats arabes unis, après une séance de tirs au but.
En janvier 2019, il est retenu par le sélectionneur Pim Verbeek afin de participer à la Coupe d'Asie des nations organisée aux Émirats arabes unis. Lors de cette compétition, il joue quatre matchs. L'équipe d'Oman s'incline en huitièmes de finale face à l'équipe d'Iran.

## Palmarès
- Vainqueur de la Coupe du Golfe des nations en 2018 avec l'équipe d'Oman
- Champion d'Oman en 2010, 2011, 2013 et 2018 avec l'Al-Suwaiq Club
- Vainqueur de la Coupe d'Oman en 2009 et 2013 avec l'Al-Suwaiq Club
- Vainqueur de la Coupe de la Ligue omanaise en 2016 avec l'Al Nasr Salalah
- Vainqueur de la Supercoupe d'Oman en 2013 avec l'Al-Suwaiq Club